# Michael Chance

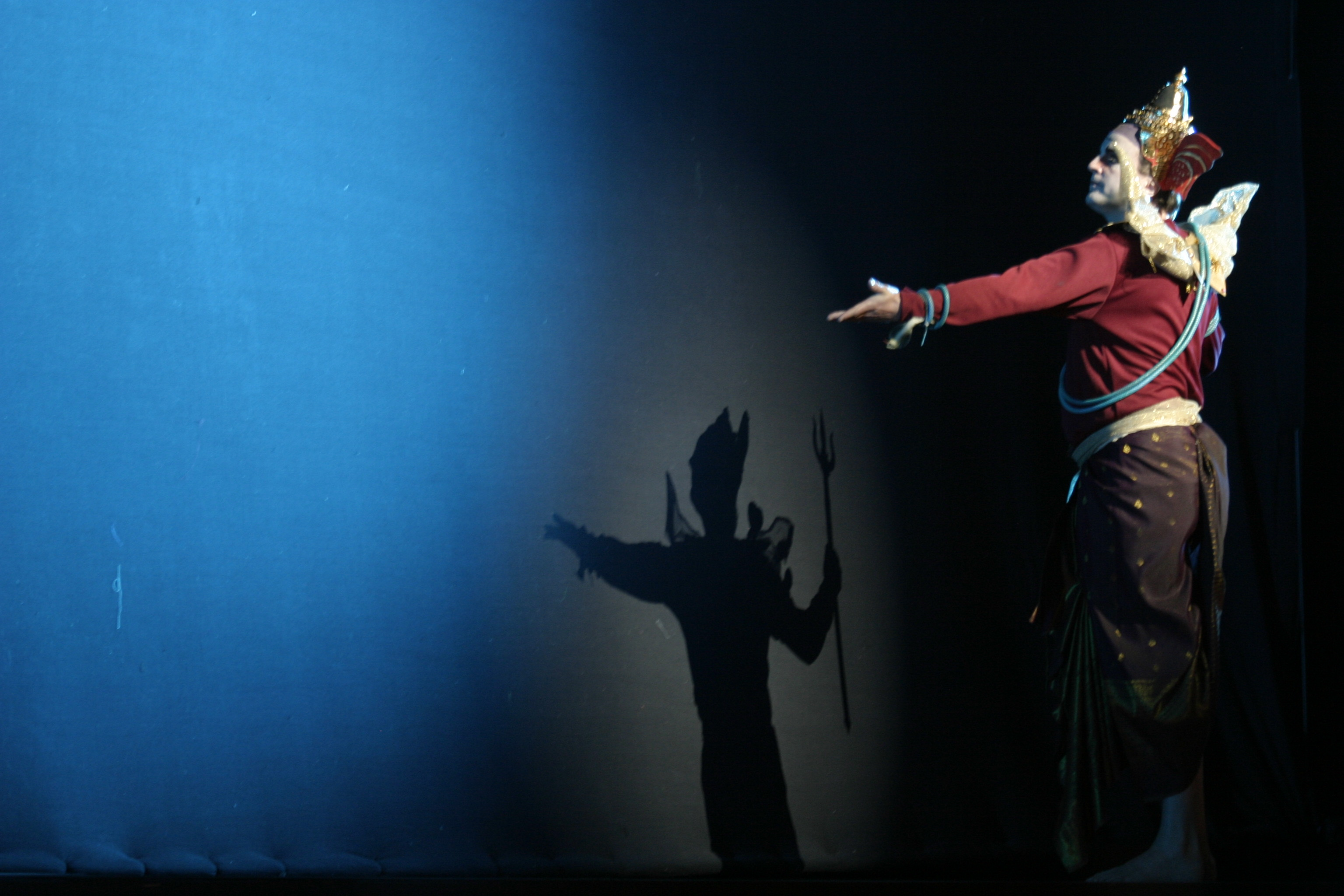
Michael Chance 2006 als Ganesha an der Bangkok Opera

Michael Chance, CBE (* 7. März 1955 in Penn, Buckinghamshire) ist ein britischer Opernsänger (Countertenor).

## Leben
Er studierte am King’s College in Cambridge (1974–1977), danach bei Rupert Bruce-Lockhart. Er startete frühzeitig eine Karriere als Konzertsänger. Beim Buxton Festival 1984 begann er auch als Opernsänger zu arbeiten. 
Sein musikalisches Spektrum umfasst ein weites Repertoire mit einem Schwerpunkt bei der Alten Musik. Gastauftritte auf internationalen Festivals machten ihn einem größeren Publikum bekannt. Sein Können veranlasste mehrere Komponisten (Tan Dun u. a.), speziell für Michael Chances Stimmlage Musikstücke zu verfassen.